# 王若衫
王若衫（Rachel，1998年8月22日—），中國女演員、平面模特。曾用名王若珊，現經紀公司為萌扬文化。

## 早年經歷
20世纪90年代中后期，王若珊生于湖南长沙，并在那里成长。中学时期，王若珊就读于长沙市雅礼中学，且成为了学校的校花级人物。2016年，高中毕业的她考入了武汉大学表演系本科班。
此后，王若珊还以网名“是一拐”的身份从事过一段时间的平面模特工作。而在此期间，她还担任过徐芒耀、冷军等众多国内画家的人物画模特。此外，王若珊也进入过《全国高校女神排行榜》的二十强 。

## 演艺经历
2017年，还在上大学的王若珊便与陈伟霆、白百何、秦海璐、李现合作主演了都市情感剧《南方有乔木》，其在剧中饰演了外表冷若冰霜，内心却充满柔情的“喵少女”欧阳琦 ；同年，王若珊与柠萌影业旗下经纪公司萌扬文化签约，并正式踏入演艺圈 。
2018年，王若珊首次担任女主角，主演了古装武侠探案剧《侠探简不知》 ，而她在剧中的角色展十七、则是位武功高强的美艳杀手 。
2019年，王若珊主演的青春校园剧《八分钟的温暖》 播出，她在剧中饰演了性格直来直去的霸气女孩儿萧卓安。
2020年，王若珊与迪丽热巴、高伟光、刘玥霏等人共同出演的古装神话爱情剧《三生三世枕上书》 播出，其在剧中一人分饰了女扮男装的魔族侍卫闽酥和忠心耿耿的人族侍女凌香 。
2021年6月23日，王若珊与许凯、程潇等人合作主演的都市电竞剧《你微笑时很美》 飾演富家千金陳今陽 。

## 演出作品

### 電視劇/網絡劇
| 年份   | 劇名             | 角色      | 備註               |
| ------ | ---------------- | --------- | ------------------ |
| 2017年 | 南方有乔木       | 歐陽琦    |                    |
| 2018年 | 侠探简不知       | 展十七    | 網絡劇             |
| 2019年 | 八分钟的温暖     | 蕭卓安    | 網路劇             |
| 2020年 | 三生三世枕上书   | 閩酥/凌香 |                    |
| 2021年 | 你微笑時很美     | 陳今陽    | 網絡劇             |
| 2022年 | 女士的法則       | 佳佳      | 客串               |
| 2024年 | 19层             | 南小琴    | 網絡劇             |
| 2024年 | 斗罗大陆之燃魂战 | 紫珍珠    |                    |
| 2025年 | 余烬之上         | 莱拉      | 網絡劇             |
| 2025年 | 开画！少女漫     | 鹿岛      | 網絡劇，2021年拍攝 |
| 待播   | 方圆八百米       | 辛雨      | 網絡劇             |
| 待播   | 斗局             | 胡若昕    |                    |
| 待播   | 我的鸵鸟先生     |           |                    |

### 電影
| 年份 | 劇名     | 角色   | 備註 |
| ---- | -------- | ------ | ---- |
| 2023 | 最后一夜 | 庞晨鑫 |      |

## 外部連結
- https://weibo.com/senn1919 （页面存档备份，存于）